# Real y Supremo Consejo de Indias
Real y Supremo Consejo de Indias (Kungliga och högsta rådet för Indierna) var Spanska Amerikas regering. Det bildades 1512 som en avdelning av det kungliga rådet för Kastilien, men blev 1524 ett eget organ med verkställande, dömande och lagstiftande makt. Det avskaffades 1812.

## Organisation

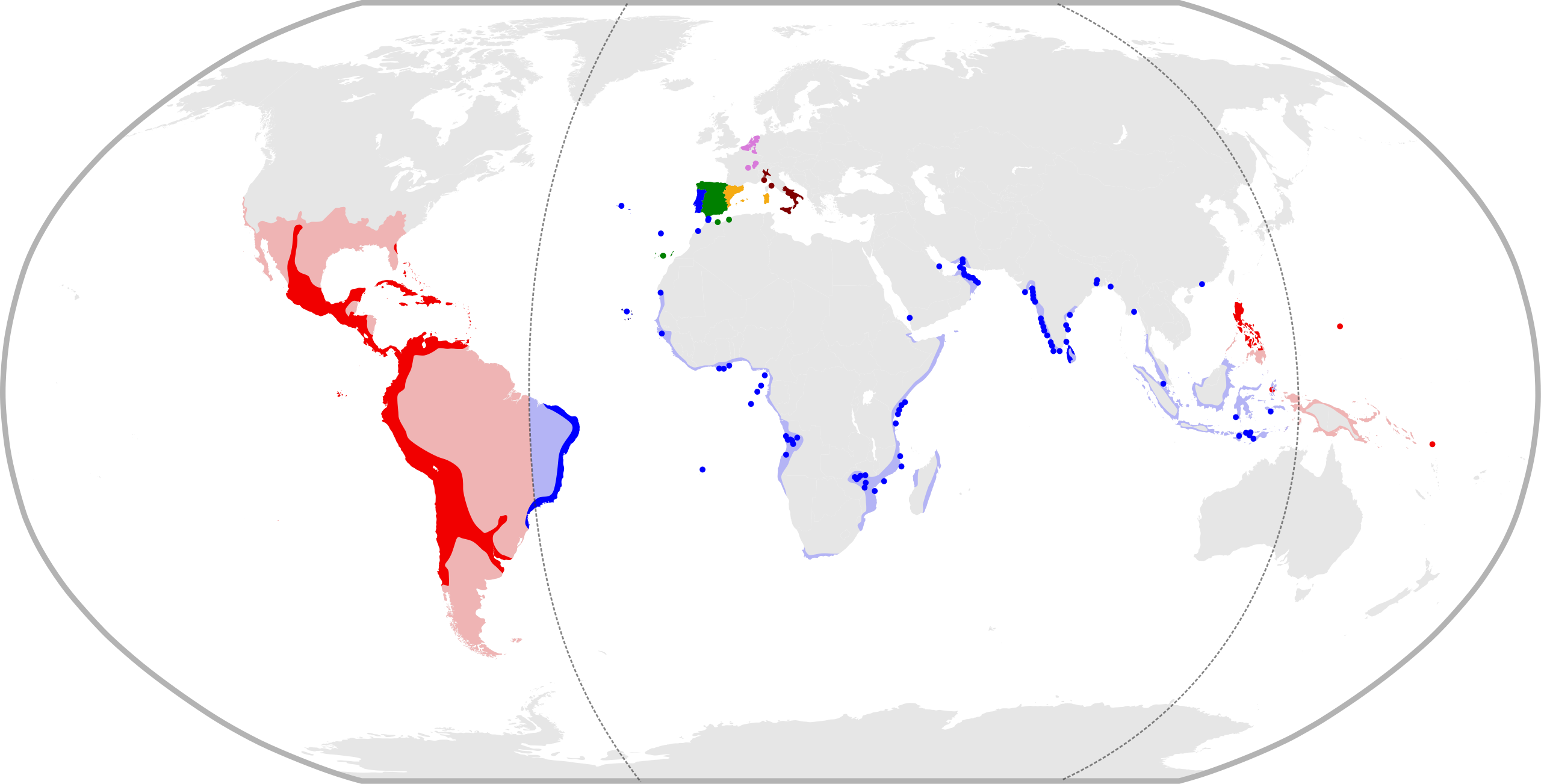
Spanien och det spanska imperiet 1598.
Områden lydande under det kungliga rådet i Kastilien
Områden lydande under det kungliga rådet i Aragonien
Områden lydande under det kungliga rådet i Portugal
Områden lydande under det kungliga rådet i Italien
Områden lydande under det kungliga rådet i Flandern
Områden lydande under Real y Supremo Consejo de Indias

Under själva rådet lydde två kammare, guvernementskammaren och den judiciella kammaren.

### Rådets sammansättning
- Presidenten, vilken varje lördag informerade kungen vad som under veckan hänt i rådet.
- 12 kungliga råd, som var laglärda och experter på de lokala förhållanden. De flesta hade tjänstgjort som ämbetsmän i Amerika, medan minimikvalifikationen var omfattande kunskaper om den särskilda lagstiftningen som gällde för Amerika.

### Guvernementskammare
- 1 fiskal
- 1 sekreterare för Vicekungadömet Peru och 1 för Vicekungadömet Nya Spanien
- 1 kansler
- 1-3 föredragande
- 1-3 revisorer
- 1 astronom
- 1 kosmograf, som ansvarade för upptäcktsresor.
- 1 Abogado de pobres vilken var en jurist, som gratis skulle företräda den meddelösa befolkningen.

### Judiciell kammare
- Laglärda domare

## Styrande uppdrag

### Världsligt organ
- Lämna underlag och ge förslag till kungens politik för Amerika.
- Organisera förvaltningen i Amerika.
- Reglera tillämpningen av kastiliansk lag i Amerika.
- Reglera vilka böcker som fick föras till Amerika.
- Reglera vilka personer som fick resa till Amerika.
- Övervaka de lagar som stiftades i Amerika.

### Ecklesiastikt organ
- Utöva kungens förslagsrätt till biskopsämbeten i Amerika.
- Skapa och dela stift.
- Kontrollera påvliga bullor så att de står i överensstämmelse med kungens godkännande.
- Godkänna de kyrkliga beslut som fattas av biskopar och synoder i Amerika.

### Krigsorgan
- Samråder med krigsrådet för Kastilien och krigsrådet för Indien i militära angelägenheter.

### Revisionsorgan
- Reviderar de kungliga ämbetsmännens räkenskaper från Amerika.

## Dömande uppdrag
Rådet var högsta och sista domstolsinstans för Spanska Amerika och stod i denna funktion absolut självständigt, även från kungen personligen. Domstolsfunktionen utövades av den judiciella kammaren med laglärda domare. I kammaren rannsakades straffrättsliga mål rörande handeln med Amerika, skatteflykt och smuggling. Kammaren var besvärsinstans för mål som avgjorts i Casa de la Contratación de Indias och rörde summor över 40 000 maravedis, för utslag rörande högre ämbetsmäns förvaltning och för extraordinära rättsmedel gällande mål som avgjorts av hovrätterna i Amerika. Guvernementskammaren utövade också undantagsvis dömande makt, då gällande mål om injusticia notoria (notoriska orättvisor).